# Парпи-курбаши
Парпи́-курбаши́ (узб. Parpi qoʻrboshi) — узбекский полевой командир в чине курбаши, один из лидеров освободительного движения народов Туркестана, которое в советской и российской историографии известно как «Басмаческое движение». 
Родился в одном из кишлаков в окрестностях Андижана, в простой семье дехкан. Настоящее имя — Парпи́. Начал военные действия против Красной армии с 1918 года, у себя в Ферганской долине. Штаб-квартирой его группировки находилась в небольшом кишлаке Кызыл-аяк, рядом с Коканд-кишлаком. С 1919 года стал выпускать собственные деньги, которые были в обороте в окрестностях Андижана. В подчинении Парпи-курбаши находилось примерно 3600 человек. Из-за особых успехов в борьбе против красноармейцев, стал одним из заместителей Мадаминбека и Шермухаммадбека. С 1918 года по 1920 год Андижанский уезд полностью находился под контролем бойцов Курбаши-парпи. В уезде действовали законы шариата. 
Из-за храбрости и особой жестокости, получил прозвище Парпи-батыр. Принимал у себя в штаб-квартире в Кызыл-аяке Константина Осипова, а также других лидеров Белого движения, которые также боролись против Красной армии. Поддерживал с ними тесные связи. Одним из главных сражений в военной карьере Парпи-курбаши было столкновение в 1920 году с Красной армией в кишлаке Хайрабад, который находился недалеко от Коканд-кишлака. В этой битве победу одержали бойцы Парпи-курбаши, которые убили множество красноармейцев. 24 ноября 1920 года красноармейцы напали на Коканд-кишлак, но Парпи-курбаши вместе со своей армией разбили противников и получили множество трофеев, среди которых были артиллерия и пулемёты. 
Красноармейская разведка начала планы по ликвидации Парпи-курбаши, который держал неприступным весь Андижанский уезд. Красная армия начала собирать своих солдат, и многотысячная армия напала на занятые бойцами Парпи-курбаши земли. В начале 1921 года после ряда столкновений, бойцы Парпи-курбаши потерпели поражение от красноармейцев, несмотря на подоспевшую на подмогу примерно тысячи бойцов вместе с Исраилом-курбаши. Красноармейцы в несколько раз численно превосходили своих противников. В результате, Коканд-кишлак и кишлак Аманчура были заняты Красной армией. В ходе этих боев, были убиты сотни бойцов Парпи-курбаши и Исраила-курбаши, а также местные жители, которые оказывали сопротивление. Последующие рейды красноармейцев на Джалалабад и Учкурган также оказались успешными, и бойцы Парпи-курбаши значительно ослабли. Парпи-курбаши погиб в ходе ожесточенного боя в апреле 1921 года, предположительно в Коканд-кишлаке. 